# Каракули-Кая
Каракули-Кая — развалины средневекового укрепления, предположительно убежища, X—XIII века на Южном берегу Крыма, на вершине одноимённой (также Каракольская
) горы-отторженца, к северу от Ореанды и автодороги Ялта — Севастополь в районе 5—7 километра. Решением Крымского облисполкома № 362 от 21 июняя 1983 года руины крепости объявлены историческим памятником регионального значения
С южной, восточной и западной сторон доступ на вершину преграждают многометровые скальные обрывы. С напольной северной-западной стороны сохранились руины оборонительной стены протяженностью более 40 метров, сложенной из бута насухо. Толщина стен достигает 1,3—1,4 метра, реконструируемая высота — до 2 метров. Площадь укрепления около 620 м². Следов каких-либо строений на территории горного убежища не обнаружено. У подножья скалы (с южной стороны) в лесных зарослях находятся остатки поселения, датируемого по подъемному материалу VIII—X века.
Предполагают, что небольшое сельское убежище на вершине горы Каракули-Кая было построено под в X веке руководством византийских специалистов — после ослабления власти Хазарского каганата и возвращения Климатов Готии в сферу влияния Византии. Этап жизни крепости (как и множества других укреплений южного Крыма) XIII века историки связывают с татаро-монгольскими вторжениями в Крым (начиная с 1223 года), сельджукской экспансией и переходом горного Крама в зону влияния Трапезундскаой империи.